# Коваленко Ігор Вікторович
Ігор Вікторович Коваленко (нар. 29 грудня 1988, Новомосковськ) — український шахіст, виступав за Латвію в 2013—2021 роках, гросмейстер від 2011 року.

## Шахова кар'єра
2006 року поділив 3-тє місце у фіналі чемпіонату України серед юніорів до 18 років. 2007 року переміг (разом з Дмитром Максимовим) на турнірі за круговою системою в Дніпропетровську, а також посів 1-ше місце в Орлі. 2008 року переміг на двох турнірах, які відбулися в Алушті і Липецьку. Гросмейстерські норми виконав у Алушті (2009 — 1-ше місце), Ростові-на-Дону (2010, меморіал Ігоря Бондаревського — 1-ше місце) і Москві (2011, турнір Moscow Open E — поділив 2-ге місце позаду Володимира Бєлоуса, разом із, зокрема, Сергієм Тівяковим і Юй Яньї). 2011 року поділив 2-ге місце (позаду Дмитра Кокарєва, разом з Денисом Хісматулліним) в Іжевську. 2012 року виграв титул командного чемпіона України, поділив 1-ше місце в Калузі (разом з Миколою Кабановим і Олексієм Гогановим) на меморіалі Лева Полугаєвського в Самарі і посів 2-ге місце (позаду Антона Шомоєва) в Іжевську. 2013 року одноосібно переміг на меморіалі Лева Полугаєвського в Самарі, а також поділив 1-ше місце у Воронежі (разом з Юрієм Кузубовим та Олегом Корнєєвим) і Казані (разом з Андрієм Харловим та Дмитром Кряквіним). 2014 року досягнув низки успіхів — переміг на меморіалі Пауля Кереса в Таллінні (швидкі шахи), відкритих турнірах у Залакароші, Чешме та Лієпаї, а також на зональному турнірі (відбіркового циклу чемпіонату світу), також у Лієпаї.
Двічі вигравав чемпіонат Латвії (2013, 2014).
Найвищий рейтинг Ело (2702) в кар'єрі мав станом на 1 серпня 2015 року — 1-й серед латвійських шахістів та 44-й в світі.
В 2021 році повернувся в Україну.
У квітні 2022 у ході повномасштабного вторгнення в Україну, Коваленко призупинив шахову діяльність та натомість долучився до Збройних Сил України.
В 2023 нагороджено «Орденом за мужність» ІІІ ступеня

## Результати виступів у чемпіонатах України
Ігор Коваленко зіграв у трьох фінальних турнірах чемпіонатів України, набравши при цьому 17 очок з 27 можливих (+12-5=10).
| Рік  | Місто  | Турнір                 | + | − | = | Результат | Місце |
| ---- | ------ | ---------------------- | - | - | - | --------- | ----- |
| 2007 | Харків | 76-й чемпіонат України | 3 | 2 | 4 | 5 з 9     | 9     |
| 2009 | Алушта | 78-й чемпіонат України | 5 | 1 | 3 | 6½ з 9    | 5     |
| 2010 | Алушта | 79-й чемпіонат України | 4 | 2 | 3 | 5½ з 9    | 19    |